# 2004 у телебаченні
Список 2004 у телебаченні описує події у сфері телебачення, що відбулися 2004 року.

## Події

### Січень
- 1 січня — Зміна логотипів телеканалів «Інтер» та «Інтер+»[1].
- 6 січня — Створення нової телестудії «Миргород»[2].
- 14 січня — Початок аналогового мовлення телеканалу «ТЕТ» на 57 ТВК в Чернігові[3].
- Початок аналогового мовлення телеканалу «ТЕТ» на 41 ТВК в Маріуполі[4].

### Лютий
- 3 лютого — Початок тестового власного мовлення парламентського телеканалу «Рада»[5].
- 6 лютого — Початок аналогового мовлення донецької регіональної ТРК «Україна» на 23 ТВК в Чернігові[3].
- 19 лютого — Початок аналогового мовлення донецької регіональної ТРК «Україна» на 48 ТВК в Ізюмі[6].
- 25 лютого — Початок аналогового мовлення телеканалу «ТЕТ» на 59 ТВК у Донецьку[7].

### Березень
- 1 березня
  - Зміна логотипа «Нового каналу».
  - Зміна графічного оформлення телеканалів «Інтер» та «Інтер+».
- 8 березня — Початок мовлення нового миколаївського регіонального телеканалу «Март»[8].
- Початок аналогового мовлення телеканалу «ICTV» на 43 ТВК в Новограді-Волинському[9].
- Початок аналогового мовлення донецької регіональної ТРК «Україна» на 50 ТВК в Новограді-Волинському[9].

### Квітень
- 2 квітня — Початок аналогового мовлення телеканалу «ICTV» на 12 ТВК в Стаханові[10].
- 24 квітня — Зміна логотипа, графічного оформлення і програмної концепції телеканалу «ТЕТ».
- 30 квітня — Початок мовлення нового одеського регіонального телеканалу «Академія».
- Початок аналогового мовлення телеканалу «ТЕТ» на 36 ТВК у Тернопілі[11].
- Початок аналогового мовлення донецької регіональної ТРК «Україна» на 64 ТВК у Тернопілі[11].

### Травень
- 1 травня — Початок аналогового мовлення донецької регіональної ТРК «Україна» на 64 ТВК у Львові[12].
- 5 травня — Початок аналогового мовлення донецької регіональної ТРК «Україна» на 64 ТВК в Бахмачі[13].
- Початок аналогового мовлення «Нового каналу» на 26 ТВК у Гребінці[14].

### Червень
- 12 червня — Початок аналогового мовлення телеканалу «СТБ» на 32 ТВК в Кременчуці[15].

### Липень
- Початок аналогового мовлення «Нового каналу» на 52 ТВК в Харкові[16].
- Початок мовлення нового овідіопольського регіонального телеканалу «Овіс ТВ»[17].

### Серпень
- 6 серпня — Початок аналогового мовлення телеканалу «ICTV» на 50 ТВК в Ізюмі[6].
- 15 серпня — Призупинення мовлення телеканалу «УТ-2».
- 31 серпня — Початок супутникового мовлення телеканалу «Київ»[18].
- Початок мовлення нового слов'янського регіонального телеканалу «С+»[19].
- Перехід аналогового мовлення регіонального державного телеканалу «Регіон» з 30 на 4 ТВК у Донецьку[20].

### Вересень
- 1 вересня
  - Ребрендинг музичного телеканалу «Enter» у «Enter-music».
  - Початок мовлення нового харківського регіонального телеканалу «Р1».
- 4 вересня — Відновлення мовлення телеканалу «УТ-2».
- 5 вересня — Припинення мовлення та закриття телеканалу «УТ-2».
- 6 вересня
  - Зміна графічного оформлення телеканалу «1+1».
  - Початок аналогового мовлення регіонального телеканалу «НТА» на 57 ТВК у Львові[12].
  - Зміна логотипу і графічного оформлення телеканалу «КРТ».
  - Припинення аналогового мовлення регіонального телеканалу «КРТ» на 1 ТВК у Кривому Розі[21].
- 7 вересня
  - Початок повноцінного мовлення парламентського телеканалу «Рада»[22][23].
  - Початок супутникового мовлення телеканалів «КТМ» та «IVK»[24].
- 9 вересня — Початок аналогового мовлення запорізького регіонального телеканалу «ТВ-5» на 58 ТВК в Мелітополі[25].
- 15 вересня — Початок мовлення нового жовтоводського регіонального телеканалу «Жовта Річка»[26].
- Припинення аналогового мовлення регіонального державного телеканалу «Запоріжжя» на 6 ТВК в Запоріжжі[27].

### Жовтень
- 12 жовтня — Перехід російського телеканалу «НТВ» до цілодобового формату мовлення.
- 24 жовтня — Перехід телеканалу «СТБ» до цілодобового формату мовлення[28].
- 30 жовтня — Початок аналогового мовлення телеканалу «M1» на 59 ТВК в Івано-Франківську[29].
- Початок аналогового мовлення телеканалу «СТБ» на 59 ТВК в Маріуполі[4].
- Початок аналогового мовлення телеканалу «ICTV» на 37 ТВК в Оріхові[30].
- Початок аналогового мовлення телеканалу «ICTV» на 22 ТВК у Пологах[31].
- Перехід аналогового мовлення регіональної державної ТРК «Житомир» з 10 на 7 ТВК в Черняхові[32].

### Листопад
- 1 листопада
  - Ребрендинг телеканалу «TV Табачук» в «НТН» і початок його супутникового мовлення[33].
  - Початок мовлення нового пізнавального телеканалу «Viasat History».
- 22 листопада — Зміна логотипа і графічного оформлення телеканалу «СТБ».

### Грудень
- 23 грудня — Початок аналогового мовлення «5 каналу» на 59 ТВК в Чернігові[3].
- 24 грудня — Початок аналогового мовлення «5 каналу» на 44 ТВК в Запоріжжі[27].
- 27 грудня — Початок аналогового мовлення «5 каналу» на 39 ТВК в Черкасах[34].
- 29 грудня — Початок аналогового мовлення «5 каналу» на 39 ТВК в Полтаві[35].
- 31 грудня — Початок аналогового мовлення телеканалу «СТБ» на 22 ТВК у Чернівцях[36].

## Без точних дат
- Весна — Початок аналогового мовлення телеканалу «ICTV» на 57 ТВК в Ніжині[37].
- Осінь — Початок аналогового мовлення телеканалу «СТБ» на 37 ТВК в Ізюмі[6].
- Початок мовлення нового хмельницького регіонального телеканалу «НТТ».
- Початок мовлення нового хмельницького регіонального телеканалу «Ексклюзив».
- Початок мовлення нового дніпропетровського регіонального телеканалу «ІРТ».
- Початок мовлення нового столичного муніципального телеканалу «Київ Плюс».
- Початок аналогового мовлення телеканалу «M1» на 58 ТВК у Хмельницькому[38].
- Початок аналогового мовлення телеканалу «ТЕТ» на 60 ТВК у Хмельницькому, на 24 ТВК в Полтаві, на 60 ТВК в Чернівцях, на 35 ТВК в Луцьку, на 43 ТВК в Алушті, на 57 ТВК в Бердянську, на 52 ТВК в Джанкої та на 49 ТВК в Євпаторії[38][35][36][39][40][41][42][43].
- Початок аналогового мовлення тернопільського регіонального телеканалу «TV-4» на 41 ТВК у Бучачі та на 34 ТВК у Бережанах[44][45].
- Початок аналогового мовлення донецької регіональної ТРК «Україна» на 50 ТВК в Калуші, на 42 ТВК у Чернівцях, на 64 ТВК у Вінниці, на 41 ТВК в Херсоні, на 48 ТВК в Алушті, на 34 ТВК в Бердичеві, на 52 ТВК в Бердянську, на 64 ТВК у Бершаді, на 23 ТВК у Білій Церкві, на 64 ТВК в Богуславі, на 59 ТВК в Бориславі, на 64 ТВК в Севастополі на 64 ТВК у Вільногірську, на 64 ТВК у Долині, на 59 ТВК в Євпаторії та на 29 ТВК у Жовтих Водах[46][36][47][48][40][49][41][50][51][52][53][54][55][56][43][57].
- Зміна графічного оформлення телеканалу «Ера».
- Початок аналогового мовлення регіонального державного телеканалу «ВДТ» на 36 ТВК у Бершаді[50].
- Обмін аналогових ТВК в Голованівську: телеканал «1+1» перейшов на 32 ТВК, а «Інтер» — на 27 ТВК [58].
- Початок мовлення нового городоцького регіонального телеканалу «4ГТБ»[59].
- Початок аналогового мовлення регіонального державного телеканалу «ТК» на 25 ТВК у Добровеличківці[60].
- Зміна графічного оформлення «5 каналу».
- Початок аналогового мовлення регіонального державного телеканалу «Крим» на 26 ТВК в Євпаторії[43].
- Початок аналогового мовлення вінницького регіонального державного телеканалу «ВДТ» на 42 ТВК у Жмеринці[61].
- Початок аналогового мовлення донецької регіональної ТРК «Україна» на 21 ТВК у Каховці[62].
- Початок аналогового мовлення «Нового каналу» на 42 ТВК в Керчі[63].
- Початок аналогового мовлення телеканалу «СТБ» на 47 ТВК в Керчі[63].
- Початок аналогового мовлення телеканалу «ТЕТ» на 50 ТВК в Керчі[63].
- Початок аналогового мовлення донецької регіональної ТРК «Україна» на 64 ТВК в Керчі[63].
- Початок аналогового мовлення донецької регіональної ТРК «Україна» на 58 ТВК в Ковелі[64].
- Початок аналогового мовлення донецької регіональної ТРК «Україна» на 23 ТВК в Конотопі[65].
- Початок аналогового мовлення регіонального телеканалу «КСТ» на 26 ТВК в Конотопі[65].
- Початок аналогового мовлення донецької регіональної ТРК «Україна» на 57 ТВК в Коростені[66].
- Початок аналогового мовлення донецької регіональної ТРК «Україна» на 64 ТВК в Красногорівці[67].
- Початок аналогового мовлення донецької регіональної ТРК «Україна» на 64 ТВК в Краснодоні[68].
- Початок аналогового мовлення регіонального державного телеканалу «ОТБ» на 35 ТВК в Краснокутську[69].
- Початок аналогового мовлення донецької регіональної ТРК «Україна» на 64 ТВК в Красноперекопську[70].
- Початок аналогового мовлення телеканалу «M1» на 40 ТВК в Кременчуці[15].
- Початок аналогового мовлення донецької регіональної ТРК «Україна» на 58 ТВК в Кременчуці[15].
- Початок аналогового мовлення донецької регіональної ТРК «Україна» на 28 ТВК у Кривому Розі[21].
- Початок аналогового мовлення телеканалу «ТЕТ» на 25 ТВК в Куп'янську[71].
- Початок аналогового мовлення регіонального державного телеканалу «ЛОТ» на 50 ТВК в Лисичанську[72].
- Початок аналогового мовлення телеканалу «ТЕТ» на 57 ТВК в Лисичанську[72].
- Початок аналогового мовлення донецької регіональної ТРК «Україна» на 37 ТВК в Лисичанську[72].
- Початок аналогового мовлення донецької регіональної ТРК «Україна» на 33 ТВК в Лозовому[73].
- Початок аналогового мовлення телеканалу «ТЕТ» на 43 ТВК в Лозовому[73].
- Початок аналогового мовлення донецької регіональної ТРК «Україна» на 64 ТВК в Лохвиці[74].
- Початок аналогового мовлення донецької регіональної ТРК «Україна» на 38 ТВК в Лубнах[75].
- Початок аналогового мовлення донецької регіональної ТРК «Україна» на 22 ТВК в Макарові[76].
- Початок аналогового мовлення регіонального державного телеканалу «ЛОТ» на 43 ТВК в Марківці[77].
- Початок аналогового мовлення регіонального державного телеканалу «ВДТ» на 36 ТВК в Могильові-Подільському[78].
- Початок аналогового мовлення телеканалу «ТЕТ» на 23 ТВК в Мукачеві[79].
- Початок аналогового мовлення регіонального державного телеканалу «ВДТ» на 40 ТВК в Мурованих Курлівцях[80].
- Початок аналогового мовлення донецької регіональної ТРК «Україна» на 41 ТВК в Ніжині[37].
- Початок аналогового мовлення регіонального державного телеканалу «Крим» на 23 ТВК в Нікіті[81].
- Початок аналогового мовлення телеканалу «ТЕТ» на 57 ТВК у Нововолинську[82].
- Початок аналогового мовлення донецької регіональної ТРК «Україна» на 49 ТВК у Нововолинську[82].
- Початок аналогового мовлення регіонального державного телеканалу «ЛОТ» на 25 ТВК у Новопсковську[83].
- Початок аналогового мовлення регіонального державного телеканалу «Скіфія» на 30 ТВК у Новотроїцькому[84].
- Початок аналогового мовлення донецької регіональної ТРК «Україна» на 64 ТВК в Олевську[85].
- Початок аналогового мовлення телеканалу «СТБ» на 41 ТВК в Олександрії[86].
- Початок аналогового мовлення донецької регіональної ТРК «Україна» на 49 ТВК в Олександрії[86].
- Початок аналогового мовлення донецької регіональної ТРК «Україна» на 64 ТВК в Оріхові[30].
- Початок аналогового мовлення донецької регіональної ТРК «Україна» на 38 ТВК в Охтирці[87].
- Початок аналогового мовлення телеканалу «ТЕТ» на 37 ТВК в Павлограді[88].
- Початок аналогового мовлення телеканалу «ТЕТ» на 41 ТВК в Первомайську[89].
- Початок аналогового мовлення донецької регіональної ТРК «Україна» на 48 ТВК в Первомайську[89].
- Початок аналогового мовлення донецької регіональної ТРК «Україна» на 64 ТВК у Переяславі[90].
- Початок аналогового мовлення телеканалу «ТЕТ» на 35 ТВК в Красноармійську[91].
- Початок аналогового мовлення донецької регіональної ТРК «Україна» на 64 ТВК у Пологах[31].
- Початок аналогового мовлення регіонального державного телеканалу «ЛОТ» на 43 ТВК в Попасні[92].
- Початок аналогового мовлення донецької регіональної ТРК «Україна» на 49 ТВК в Прилуках[93].
- Початок аналогового мовлення донецької регіональної ТРК «Україна» на 48 ТВК в Радехові[94].
- Початок аналогового мовлення донецької регіональної ТРК «Україна» на 49 ТВК в Ровеньках[95].
- Початок аналогового мовлення «Нового каналу» на 43 ТВК в Ромнах[96].
- Початок аналогового мовлення донецької регіональної ТРК «Україна» на 23 ТВК в Ромнах[96].
- Початок власного мовлення уманського регіонального телеканалу «Ятрань».
- Початок аналогового мовлення донецької регіональної ТРК «Україна» на 64 ТВК в Сватовому[97].
- Початок аналогового мовлення регіонального державного телеканалу «ЛОТ» на 43 ТВК в Свердловську[98].
- Початок аналогового мовлення донецької регіональної ТРК «Україна» на 64 ТВК в Старобільську[99].
- Початок аналогового мовлення регіонального державного телеканалу «ЛОТ» на 49 ТВК в Старобільську[99].
- Початок аналогового мовлення телеканалу «ТЕТ» на 58 ТВК в Стаханові[10].
- Початок аналогового мовлення донецької регіональної ТРК «Україна» на 33 ТВК в Стаханові[10].
- Початок аналогового мовлення телеканалу «ТЕТ» на 48 ТВК у Стрию[100].
- Початок мовлення нового тальнянського регіонального телеканалу «АТ»[101].
- Початок аналогового мовлення донецької регіональної ТРК «Україна» на 37 ТВК в Токмаку[102].
- Початок аналогового мовлення регіонального державного телеканалу «ЛОТ» на 23 ТВК в Троїцькому[103].
- Початок аналогового мовлення вінницького регіонального державного телеканалу «ВДТ» на 12 ТВК в Тульчині[104].
- Початок аналогового мовлення донецької регіональної ТРК «Україна» на 36 ТВК в Умані[105].
- Початок аналогового мовлення донецької регіональної ТРК «Україна» на 64 ТВК у Фастові[106].
- Початок аналогового мовлення донецької регіональної ТРК «Україна» на 64 ТВК у Першотравенську[107].
- Початок аналогового мовлення донецької регіональної ТРК «Україна» на 64 ТВК в Шостці[108].